# Steps (中西圭三のアルバム)
『Steps』（ステップス）は、中西圭三3枚目のスタジオ・アルバム。1993年3月3日発売。

## 解説
初のオリコンチャート1位を獲得。「Ticket To Paradise」「あの空を忘れない」「君のいる星」「You And I」シングル4曲を収録。 

## 収録曲
作詞：売野雅勇　作曲・コーラスアレンジ：中西圭三　全編曲：小西貴雄（特記以外）
1. 素敵なことは変わらない [4:44]
  - コーラスアレンジ：村松邦男
2. Glory Days [5:15]
  - 編曲：小西貴雄・遠山淳
  - コーラスアレンジ：村松邦男・中西圭三・小西貴雄
  - 「代々木ゼミナール」CMソング
3. You And I [5:03]
  - 作曲：中西圭三・小西貴雄
  - 8thシングル。
4. あの空を忘れない [4:05]
  - ストリングスアレンジ：萩田光男
  - 6thシングル。
5. みあげてごらん [4:34]
  - 作詞：朝水彼方
  - ゲスト・ボーカルとして麗美が参加。
6. 青い影 [4:56]
  - 作詞：川村真澄　作曲：中西圭三・小西貴雄
7. Ticket To Paradise(remix) [5:46]
  - 5thシングルリミックスバージョン。
8. 手のひら  [4:34]
  - 作詞：朝水彼方　作曲：中西圭三・小西貴雄　編曲：服部隆之
9. 夜に火をつけて [5:39]
  - 作詞：湯川れい子　作曲：中西圭三・小西貴雄
10. 君のいる星 [4:24]
  - 編曲：小林信吾
  - コーラスアレンジ：小林信吾・中西圭三
  - 7thシングル。
11. Shake!(album version) [4:21]
  - 作詞：佐藤ありす　作曲：中西圭三・小西貴雄　編曲：中村哲
  - 8thシングル・C/W曲のアルバム・バージョン。
12. Precious Love [4:40]
  - 「ホンダ・トゥデイ」CMソング